# John Patrick Lowrie
John Patrick Lowrie (28 de junio de 1952) es un actor estadounidense, es mayormente conocido por darle voz al Sniper en Team Fortress 2 y múltiples personajes de Dota 2 .  interpretó a Sherlock Holmes en la serie radiofónica The Further Adventures of Sherlock Holmes desde 2001.

## Carrera
Lowrie también interpretó papeles en videojuegos como The Suffering y The Suffering: Ties That Bind, Total Annihilation y sus expansiones, The Operative: No One Lives Forever y No One Lives Forever 2: A Spy in H.A.R.M.'s Way. Lowrie es mayormente conocido por su actuación de voz en videojuegos de Valve como Team Fortress 2, Half-Life 2, Half-Life 2: Episode One, Half-Life 2: Episode Two, Left 4 Dead, Dota 2 y Artifact .
Sus trabajos más notables son los  de su actuación de voz  del Sniper en el juego de disparos en primera persona Team Fortress 2, Agent Gray en el MMORPG The Matrix Online, así como Odessa Cubbage y los ciudadanos masculinos en Half-Life 2 .
Lowrie le dio voz  a Sherlock Holmes en la serie radiofónica The Further Adventures of Sherlock Holmes en el programa Imagination Theatre desde 2001. También le dio  voz a Holmes en la serie radiofónica relacionada con el programa The Classic Adventures of Sherlock Holmes . Él y Lawrence Albert, quien da voz al Dr. Watson en el programa, son el equipo de audio de Holmes y Watson con mayor duración en la historia de la radio estadounidense. 
Escribió una novela de ciencia ficción publicada en 2011 titulada Dancing with Eternity .

## Vida personal
Pasó su adolescencia en Boulder, Colorado, donde asistió a múltiples escuelas secundarias antes de entrar a la Marina de los Estados Unidos . Estudió para un Ph.D. en Composición Musical en la Universidad de Indiana . Lleva casado con Ellen McLain desde 1986. McLain también trabaja como actriz de doblaje y ha trabajado junto a él  en Half-Life 2, Team Fortress 2 y Dota 2 .

## Obras

### Videojuegos
| Año  | Título                                          | Papel | notas |
| ---- | ----------------------------------------------- | --- | ----- |
| 1997 | Betrayal in Antara                              | Tyre, Enkudi, Mackey |       |
| 1997 | Spy Fox in "Dry Cereal"                         | Artimice J. Bigpig |       |
| 1997 | Total Annihilation                              | Narrador |       |
| 1998 | Total Annihilation: The Core Contingency        | Narrador |       |
| 1998 | Total Annihilation: Battle Tactics              | Narrador |       |
| 1998 | Police Quest: SWAT 2                            | Tammany, Officer, Security Guard, Hostage                                                                                  |       |
| 2000 | The Operative: No One Lives Forever             | Bruno Lawrie |       |
| 2002 | No One Lives Forever 2: A Spy in H.A.R.M.'s Way | Bruno Lawrie |       |
| 2004 | Half-Life 2                                     | Odessa Cubbage, Ciudadanos masculinos                                                                                      |       |
| 2005 | The Matrix Online                               | Agent Gray |       |
| 2005 | FATE                                            | Narrador |       |
| 2005 | The Suffering: Ties That Bind                   | The Man |       |
| 2006 | Half-Life 2: Episode One                        | Ciudadanos masculinos |       |
| 2007 | Half-Life 2: Episode Two                        | Griggs / Ciudadanos masculinos                                                                                             |       |
| 2007 | Team Fortress 2                                 | Sniper |       |
| 2008 | Left 4 Dead                                     | Houseboat Radio |       |
| 2009 | F.E.A.R. 2: Project Origin                      | Harold Keegan |       |
| 2009 | inFamous                                        | Warden Harms |       |
| 2009 | Halo 3: ODST                                    | Kinsler |       |
| 2010 | Halo Reach                                      | Sword Control |       |
| 2011 | The Lord of the Rings: War in the North         | Beleram |       |
| 2013 | Dota 2                                          | Ancient Apparition, Dark Seer, Doom , Earthshaker, Pudge, Shadow Fiend, Storm Spirit, Voice of the International Announcer |       |
| 2013 | SpaceVenture                                    | TBA |       |
| 2013 | Planetary Annihilation                          | Narrador |       |
| 2018 | Artifact                                        | Vidente oscuro, Earthshaker, Storm Spirit, Shadow Fiend                                                                    |       |
| 2019 | The Church in the Darkness                      | Isaac Walker |       |

### Animación
| Año  | Título          | Papel  | notas                            |
| ---- | --------------- | ------ | -------------------------------- |
| 2008 | Meet the Sniper | Sniper | Corto animado de Team Fortress 2 |